# Transfert canadien en matière de programmes sociaux
Le Transfert canadien en matière de programmes sociaux (TCPS) (en anglais : Canada Social Transfer) est le programme de paiements de transfert du gouvernement canadien visant à financer l'enseignement supérieur, les programmes d'aide sociale et les services sociaux - incluant les services de garde de jeunes enfants.
Le TCPS est entré en vigueur le 1er avril 2004 lors de la réforme ayant scindé le transfert canadien en matière de santé et de programmes sociaux (TCSPS) en deux transferts distincts (le TCPS et le Transfert canadien en matière de santé) pour permettre une plus grande responsabilisation et transparence dans le financement fédéral de la santé. En 2008-2009, le programme a transféré 10,6 milliards de dollars en espèces aux provinces et 8,5 milliards de dollars supplémentaires en points d'impôt.
Le TCPS est régi par la Partie V.1 de la Loi sur les arrangements fiscaux entre le gouvernement fédéral et les provinces et notamment ses articles 24.3 à 24.6.

## Historique
Le TCPS est créé par la loi exécutant le Budget fédéral canadien de 2003 (en), et fait suite à un accord entre le premier ministre du Canada Jean Chrétien et les premiers ministres des provinces portant sur une réforme du financement fédéral de la santé. Une partie de l'accord prévoit la scission du TCSPS en deux transferts distincts, dont un exclusivement dédié à la santé (qui donnera lieu au TCS).
Lors de la création du TCPS une trajectoire budgétaire est légiférée à l'article 24.4 de la Loi sur les arrangements fiscaux jusqu'au 31 mars 2008. Le montant prévu pour les deux premières années du TCPS est relevé lors du premier budget (en) du gouvernement de Paul Martin.
Lors du Budget fédéral canadien de 2007 (en), le montant prévu pour l'année terminant le 31 mars 2008 est sensiblement relevé et un montant de 10,537 milliards est fixé pour l'année terminant le 31 mars 2009. Pour la période allant du 1er avril 2010 au 31 mars 2014 une clause d'indexation annuelle de 3 % est ajoutée. La clause d'indexation est définitivement pérénisée à l'identique en 2012. La formule de calcul du TCPS est inchangée depuis cette date.

#### Législations adoptées
- Loi portant exécution de certaines dispositions du budget déposé au Parlement le 18 février 2003, LC 2003, ch. 15  (lire en ligne, consulté le 11 octobre 2023)
- Loi portant exécution de certaines dispositions du budget déposé au Parlement le 23 mars 2004, LC 2004, ch. 22  (lire en ligne, consulté le 11 octobre 2023)
- Loi portant exécution de certaines dispositions du budget déposé au Parlement le 19 mars 2007, LC 2007, ch. 29  (lire en ligne, consulté le 11 octobre 2023)
- Loi sur les arrangements fiscaux entre le gouvernement fédéral et les provinces, S.R.C., ch. F-8  (lire en ligne, consulté le 11 octobre 2023)